# Jechiel ben Jekutiel Anaw
Jechiel ben Jekutiel Anaw (* um 1260; † 1289) war ein in Rom wirkender rabbinischer Autor.

## Leben
Jechiel ben Jekutiel Anaw war der Enkel von Benjamin ben Abraham Anaw. Er verfasste 31 Werke, die in 91 Publikationen in 4 Sprachen und 235 Bibliotheken zu finden sind. Einige der bekanntesten, ihm zugeschriebenen Werke sind Tanja Rabbati sowie ein Werk, das zum ersten Mal 1512 in Konstantinopel herausgegeben wurde unter dem Titel „Beit Middot“ hebräisch בית מדות und 1556 in Cremona unter dem Titel „Ma'alot ha-Middot“, zudem eine Ausgabe des Talmud Jeruschalmi sowie eine „Kinah“ über den Synagogenbrand in Rom, 1268.